# Kamennyja Lavy
Kamennyja Lavy (vitryska: Каменныя Лавы, ryska: Каменные Лавы) är en by i Belarus.   Den ligger i voblasten Mahiljoŭs voblast, i den nordöstra delen av landet, 180 km öster om huvudstaden Minsk. Kamennyja Lavy ligger 186 meter över havet och antalet invånare är 1 500.

## Natur och klimat
Terrängen runt Kamennyja Lavy är platt. Runt Kamennyja Lavy är det ganska glesbefolkat, med 23 invånare per kvadratkilometer.. Närmaste större samhälle är Mahiljoŭ, 19,5 km söder om Kamennyja Lavy.
Omgivningarna runt Kamennyja Lavy är en mosaik av jordbruksmark och naturlig växtlighet.